# Rodrigue Akl
Rodrigue Akl (in arabo رودريغ عقل‎?; Zalka, 30 settembre 1988) è un cestista libanese.

## Carriera
Con il Libano ha disputato i Campionati mondiali del 2010 e tre edizioni dei Campionati asiatici (2009, 2011, 2015).